# Crotalaria avonensis
Crotalaria avonensis är en ärtväxtart som beskrevs av Delaney och Richard P. Wunderlin. Crotalaria avonensis ingår i släktet sunnhampor, och familjen ärtväxter. Inga underarter finns listade i Catalogue of Life.